# فدراسیون انقلابی ارمنی در لبنان
فدراسیون انقلابی ارمنی در لبنان (ارمنی: Հայ Յեղափոխական Դաշնակցութիւն Hay Heghapokhagan Tashnagtsutiun) یا به صورت خلاصه داشناک یکی از احزاب فعال لبنان است که از دهه ۱۹۲۰ فعالیت می‌کند. این حزب در ۱۸۹۰ با گروه کوچکی از دانشجویان تشکیل شد. و اکنون حمایت وسیع سیاسی از سوی جامعه ارمنی‌های لبنان برخوردار است و بخشی از ائتلاف ۸ مارس در لبنان به‌شمار می‌رود.

## تاریخچه
فدراسیون انقلابی ارمنی در سال ۱۸۹۰توسط کریستاپور میکائیلیان، استپان زوریان و سیمون زواریان در تفلیس (تفلیس در گرجستان امروزی) تأسیس شد.
این حزب در ارمنستان و در کشورهایی که ارمنی‌های دیاسپورا حضور دارند، فعالیت می‌کند، به ویژه در لبنان که فدراسیون انقلابی ارمنی قوی‌ترین حزب سیاسی در جامعه لبنانی-ارمنی تلقی می‌شود. این حزب به سوسیالیسم پایبند است و بخشی از انترناسیونال سوسیالیست است.